# Бабич, Михаил Игнатьевич
Михаил Игнатьевич Бабич (21 ноября 1913, село Котляровка, Российская империя — 31 августа 1993, Ростов-на-Дону, Россия) — советский и российский художник.

## Биография
Родился 21 ноября 1913 года в селе Котляровка Российской империи, ныне Сальянского района Азербайджана, где его отец проходил службу на пограничной заставе.
Живописи обучался в 1932—1937 годах в Ростовском художественно-промышленном техникуме (ныне Ростовское художественное училище имени М. Б. Грекова) у А. М. Черныха и С. И. Жовмира. 13 октября 1937 года женился на Гайваненко Анне Платоновне и в этом же году был призван в Красную армию — служил в кавалерии и артиллерии, участвовал в Польском походе Красной армии 1939 года. Был участником Великой Отечественной войны. Был награждён орденом Отечественной войны I степени и медалями, в числе которых «За боевые заслуги», «За взятие Кенигсберга», «За взятие Берлина», «За Победу над Германией в Великой Отечественной войне 1941—1945 гг.».
Участник выставок с 1944 года: зональных, республиканских, зарубежных. В 1946 году стал членом Союза художников РСФСР. В 1949—1953 годах Михаил Бабич преподавал в Ростовском художественном училище им. М. Б. Грекова. В течение многих лет Бабич был членом Правления Ростовской организации Союза художников РСФСР и председателем Правления РОСХа в 1981—1982 годах. Был делегатом Первого Всесоюзного съезда советских художников (Москва, 1957) и V съезда Союза художников СССР (Москва, 1977).
Персональная выставка художника состоялась в Ростове-на-Дону в 1984 году.
Умер 31 августа 1993 года в Ростове-на-Дону.
Работы Михаила Игнатьевича Бабича находятся в Центральном музее Вооружённых Сил в Москве, в Ростовском областном музее изобразительных искусств, в Сальской картинной галерее, в Азовской картинной галерее, а также в частных собраниях России, Германии, Великобритании, США.

## Память

Памятная доска в Ростове-на-Дону

- В РГАЛИ находятся материалы, относящиеся к М. И. Бабичу.[4]
- В Ростове-на-Дону на доме, где жил художник (улица 21-я Линия, дом 4), установлена мемориальная доска.